# کیتا ماچیدا
کیتا ماچیدا (町田 啓太 Machida Keita, born 4 July 1990) بازیگر اهل ژاپن است. او یکی از اعضای گروه تئاتر گه‌کیدان اکسایل است. از آثاری که در آنها ایفای نقش کرده‌است می‌توان به آلیس در سرزمین مرزی اشاره کرد.